# Kyushu J7W1
O Kyūshū J7W1 Shinden (震電, "Relâmpago Magnífico") foi um protótipo japonês para a concepção de um avião de caça, durante a Segunda Guerra Mundial. A sua forma destacava-se da dos outros aviões, pois era alimentado por um motor atrás da fuselagem, que a "empurrava". Esta aeronave foi especialmente concebida para poder combater a ameaça que os Boeing B-29 Superfortress representavam. Uma aeronave altamente manobrável, teve apenas dois exemplares construídos até ao final da guerra. O seu primeiro voo foi realizado no dia 3 de agosto de 1945. Depois de se ter realizado o primeiro voo, vários problemas foram identificados; os parafusos sofriam uma vibração demasiado alta quando a aeronave subia rapidamente, e a velocidade de aterragem situava-se nos 240 km/h, uma velocidade considerada demasiada elevada. Alcançando a velocidade máxima de 750 km/h. Uma versão alimentada por um motor a jacto também foi considerada, porém nunca foi construída.

## Armamento
O armamento deste caça consistia em quatro canhões de 30 mm. Uma explosão concentrada desses quatro canhões de Tipo 5 teriam causado danos significativos ao funcionamento interno dos bombardeiros de quatro motores, completamente pressurizados da Força Aérea do Exército dos Estados Unidos, provocando falhas no sistemas ou, pelo menos, alguma confusão dentro da aeronave.

## Performance
A velocidade máxima atingiria os 750 quilómetros por hora, enquanto o alcance da aeronave seria de 850 quilómetros. O tecto de serviço foi relatado por alcançar os 12 000 metros de altitude. Como um interceptor de resposta rápida, o J7W1 teria uma capacidade de subir 750 metros por minuto. O avião seria alimentado a partir de um único motor da série Mitsubishi Ha-43 12, fornecendo cerca de 2130 cavalos de potência, girando um conjunto de seis hélices. Quando totalmente carregado, o J7W1 teria um peso máximo de descolagem de 5288 quilos.

## Exemplar sobrevivente
Depois da guerra, os norte-americanos enviaram a aeronave para os Estados Unidos para ser estudada e avaliada. Depois de se realizar a inspecção à aeronave, ela foi enviada para o Smithsonian Institution em 1960, onde ainda permanece em exposição.